# Перепадя Михайло Григорович
Михайло Григорович Перепадя (1929, селище Короп, тепер Коропського району Чернігівської області — 1991, місто Київ) — український радянський партійний діяч. Член ЦК КПУ в 1981—1990 р. Депутат Верховної Ради УРСР 10—11-го скликань.

## Біографія
Закінчив Київський політехнічний інститут.
У 1953—1959 роках — помічник начальника, начальник дільниці шахти № 13-біс тресту «Совєтськвугілля»; заступник головного інженера, головний інженер шахти «Ново-Моспино» тресту «Пролетарськвугілля» Сталінської області.
Член КПРС з 1956 року.
У 1959—1980 роках — 2-й секретар Пролетарського районного комітету КПУ міста Сталіно; інструктор, завідувач сектору, заступник, 1-й заступник завідувача відділу важкої промисловості ЦК КПУ.
У 1980—1988 роках — завідувач відділу важкої промисловості ЦК КПУ.
З 1988 року — персональний пенсіонер союзного значення. Працював головним спеціалістом Українського об'єднання із збуту вугілля «Укрвуглезбут».
Помер на початку лютого 1991 року в Києві.

## Нагороди
- ордени
- медалі